# Inquinamento luminoso

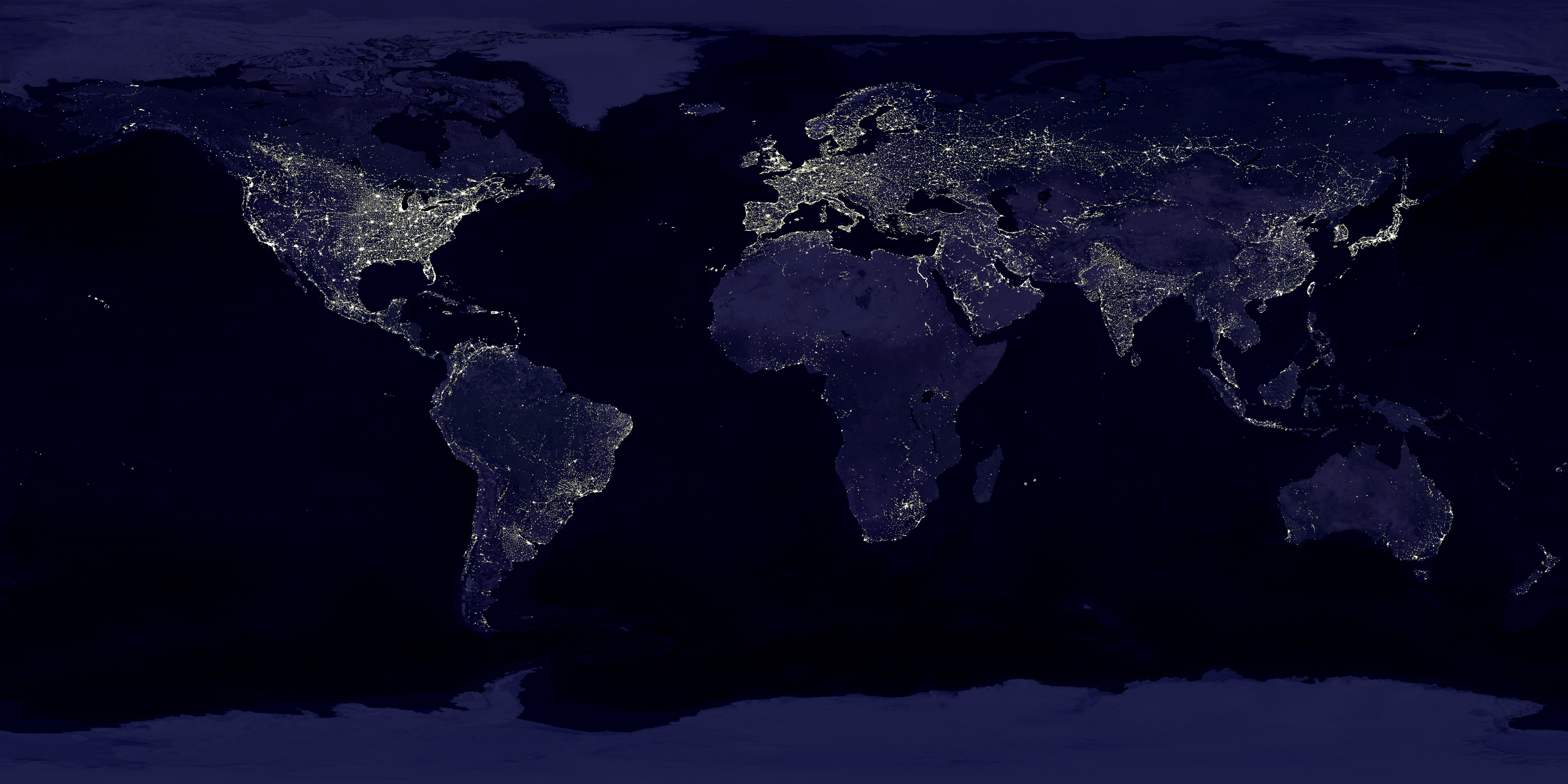
Composizione di immagini satellitari della Terra di notte. Fonte NASA e NOAA.

L'inquinamento luminoso è l'effetto deleterio (nocivo e lesivo) delle luminarie artificiali di città e di campagna.
Consiste fondamentalmente nell'alterazione della naturale illuminazione ambientale notturna non necessaria. La definizione legislativa più utilizzata (vedi sotto) lo qualifica come "... ogni irradiazione di luce diretta al di fuori delle aree a cui essa è funzionalmente dedicata, ed in particolare verso la volta celeste".
Questa alterazione provoca danni di diversa natura: ambientali, scientifici, culturali ed economici. Ogni anno si celebra una giornata di riflessione su questo tema, che è diventato un problema mondiale molto importante. La prima si è celebrata il 28 febbraio 1991 ed ogni 17 ottobre (dal 1993), in Italia è la "Giornata Nazionale contro l'Inquinamento Luminoso".

## Descrizione
Come tutti dovrebbero sapere, è preferibile usufruire al massimo della luce naturale (solare) a nostra disposizione. Per questo motivo è stato disposto un orario legale che in parte aiuta a ridurre i consumi energetici dovuti dall'illuminazione artificiale. Ma il "problema" è anche culturale oltre che tecnico: l'intensità dell'illuminazione diretta del Sole sulla Terra, è proporzionale sia alla proiezione della volta celeste osservabile (dall'ambiente confinato in questione) che dalla angolazione con cui la luce penetra all'interno dell'atmosfera (o dell'ambiente considerato). Per questo motivo, ad esempio, le dimensioni delle finestre (la parte trasparente) di un appartamento, il loro orientamento e la loro posizione nella complessità degli edifici circostanti, rivestono una vitale importanza.
Dove la sorgente di luce naturale non sia più sufficiente, si ricorre ad una fonte artificiale, la quale dovrebbe, però, presentare alcune condizioni e caratteristiche specifiche:
- dovrebbe avere una composizione spettrale similare alla luce naturale (per indice di resa cromatica);
- non dovrebbe produrre calore, o comunque, nella minor quantità possibile;
- dovrebbe illuminare uniformemente, senza abbagliamenti e fornire un quantitativo di luce sufficientemente distribuita, in qualsiasi punto della stanza (o dove necessario);
- non dovrebbe rilasciare in ambiente, eventuali prodotti di combustione, quali anidride carbonica, acqua o altre sostanze volatili.

Le grandezze fotometriche che caratterizzano l'illuminazione artificiale sono:
1. Intensità luminosa (I) la cui unità di misura è la candela;
2. Flusso luminoso (S) cioè la grandezza che mette in rapporto la sensazione luminosa con la potenza della sorgente. L'unità di misura è il Lumen;
3. Luminanza (L) ovvero la quantità di luce che arriva su una superficie, si misura in nit (candele su metro al quadrato);
4. Illuminamento (E) si misura in lux;
5. Efficienza luminosa (h) che ha come unità di misura lumen/watt.

Metodo di misurazione della luminosità (illuminamento) è il luxmetro, strumentazione che esprime l'intensità luminosa di un qualsiasi ambiente o parte di esso direttamente in lux.
Tra le sorgenti luminose, si distinguono quelle a irradiazione per effetto termico (lampade a incandescenza) e quelle a scarica in gas e vapori (lampade a vapore di mercurio, a vapore di sodio, fluorescenti, ecc).

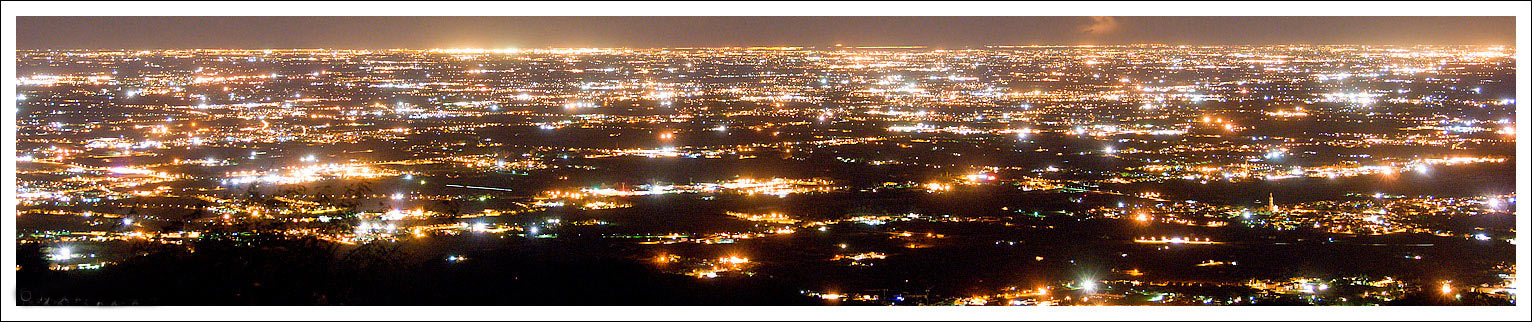
Inquinamento luminoso nella pianura veneta. Tale fonte di i.l. disturba notevolmente le attività osservative degli Osservatori astrofisici sull'Altopiano di Asiago.

Tra i danni ambientali si possono elencare: difficoltà o perdita di orientamento in diverse specie animali (uccelli migratori, tartarughe marine, falene notturne, chirotteri), alterazione del fotoperiodo in alcune piante, alterazione dei ritmi circadiani nelle piante, negli animali (come l'uomo) e nei microorganismi, crescita stentata del perifiton; ad esempio, la produzione della melatonina viene bloccata già a bassissimi livelli di luce e ciò causa l'alterazione del sonno. Nel 2001 è stato scoperto nell'occhio, un nuovo fotorecettore retinico che non contribuisce al meccanismo della visione, ma regola il nostro orologio biologico. Il picco di sensibilità di questo sensore è nella parte blu dello spettro visibile (lunghezza d'onda tra 460 e 490 nm) e per questo, le lampade con una forte dominante blu (generalmente, le lampade a LED) sono quelle che possono alterare maggiormente i nostri ritmi circadiani. Mentre le lampade che fanno meno danno, da questo punto di vista, poiché presentano dominanti nel rosso dello spettro visibile, sono quelle al sodio ad alta pressione, e ancor meno dannose, quelle a bassa pressione.

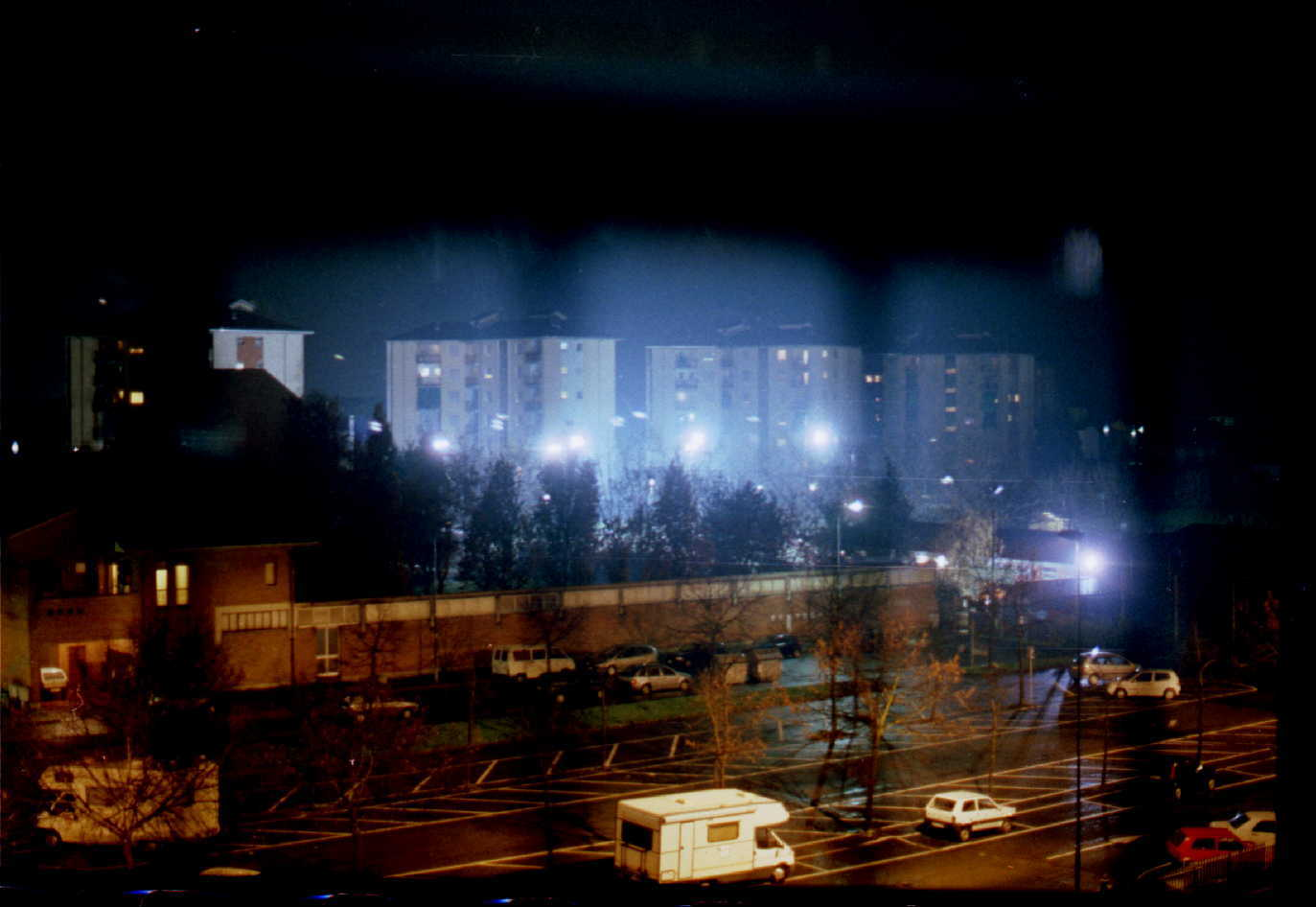
Gli effetti dell'inquinamento luminoso prodotto da un Centro Sportivo sulle case circostanti in Alessandria

Il danno culturale principale è dovuto alla "sparizione del cielo stellato", nei paesi e nelle zone più inquinate. Il cielo stellato è stato da sempre una fonte principale di ispirazione per la religione, la filosofia, la scienza e la cultura in genere. Ma l'inquinamento luminoso che si riflette nell'atmosfera, produce un bagliore velato ad ampio campo superficiale, che occlude la visione delle stelle e degli oggetti celesti, normalmente visibili a occhio nudo.
Fra le scienze più danneggiate dalla sparizione del cielo stellato vi è senza dubbio l'astronomia sia amatoriale che professionale; un cielo troppo luminoso infatti limita fortemente l'efficienza dei telescopi ottici che devono sempre più spesso essere posizionati lontano da questa forma di inquinamento.
Il danno economico è dovuto principalmente allo spreco di energia elettrica impiegata per illuminare inutilmente le zone che non andrebbero illuminate, come la volta celeste, le facciate degli edifici privati, i prati e i campi a lato delle strade o al centro delle rotatorie o che andrebbero illuminate in maniera più efficiente evitando inutili dissipazioni. Uno dei temi trainanti, nella lotta all'inquinamento luminoso, è quello del risparmio energetico. La spesa energetica annua per illuminare inutilmente l'ambiente notturno, è dell'ordine del miliardo di euro, senza contare le spese di manutenzione, riparazione e installazione dei vecchi e dei nuovi impianti. Eventi internazionali, come "Ora della Terra", tentano di promuovere soluzioni e dibattiti funzionali, ai cambiamenti climatici globali.

## Tipologie di inquinamento luminoso
L'inquinamento luminoso ha diverse manifestazioni. Di seguito si elencano quelle che sono identificate come le principali tipologie, di seguito riportate anche con la terminologia in inglese secondo le definizioni di International Dark-Sky Association:
- Intrusione luminosa o Sconfinamento luminoso (Inglese: Light trespass). Si ha quando una fonte luminosa illumina una superficie che non avrebbe dovuto essere illuminata. Ad esempio, quando l'illuminazione stradale incide sulla finestra delle abitazioni limitrofe.[5]
- Sovrailluminazione o (Inglese: Over-illumination). È collegato a un utilizzo non ottimale ed eccessivo della luce ad esempio, quando sono illuminati edifici inabitati o vengono usati dispositivi di illuminazione inefficienti.[6]
- Aggregazione luminosa (Inglese: Light clutter). Si intende l’accumulo di luci proveniente da diverse fonti di emissione. Questo si verifica, ad esempio, su strade con numerosi pannelli pubblicitari luminosi generando un risultato confuso ed eccessivo di luce.[4]
- Luminescenza del cielo notturno o Bagliore urbano (Inglese: Sky glow). È la foschia luminosa che si produce sopra le città di notte, data dall’illuminazione artificiale. È il fenomeno responsabile della diminuzione della visibilità delle stelle.[6]
- Abbagliamento (Inglese: Glare). Fenomeno che rende difficoltosa la visione in presenza di una fonte luminosa. Può essere causato, ad esempio, dalla visione del Sole o dai fari di un mezzo di trasporto in avvicinamento.[7]
- Sfarfallio (Inglese:  Flicker). Si tratta del rapido e ripetuto cambiamento nel tempo della luminosità della luce artificiale. Può essere programmato o essere un effetto collaterale non intenzionale di insegne pubblicitarie, attrazioni commerciali e illuminazione sportiva.[8]

## Mappatura ed estensione del fenomeno
Negli ultimi anni si è assistito a una crescente attenzione del mondo scientifico al problema dell'inquinamento luminoso. In effetti, per molto tempo, non si è riusciti nemmeno a inquadrarlo nei termini propri dell'inquinamento, focalizzandosi soltanto sull'aspetto relativo alla perdita economica dovuta a un'illuminazione inefficiente.
Lo studio più recente, pubblicato sulla rivista Science Advances nel giugno 2016, ne ha effettuato la più accurata mappatura attualmente possibile evidenziando la gravità di un fenomeno che interessa ormai la quasi totalità delle aree urbane estendendosi poi per centinaia di chilometri da queste. Tale studio è stato il frutto di una collaborazione internazionale, che ha visto l'unione di dati provenienti da progetti di citizen science con l’aggiunta di nuovi dati satellitari ad alta risoluzione e misurazioni puntuali di controllo della luminosità del cielo.
I dati hanno evidenziato che oltre l'80% della popolazione mondiale e più del 99% degli abitanti degli Stati Uniti e dell'Europa vivono sotto cieli compromessi dall'inquinamento luminoso. La Via Lattea, un tempo visibile a occhio nudo, è ora nascosta a oltre un terzo della popolazione globale, tra cui il 60% degli europei e quasi l'80% dei nordamericani.
Alcune delle regioni più inquinate includono la Pianura Padana in Italia, la zona tra Boston e Washington negli Stati Uniti e, in Europa, la regione transnazionale Belgio-Paesi Bassi-Germania.

## La disciplina dell'inquinamento luminoso in Italia

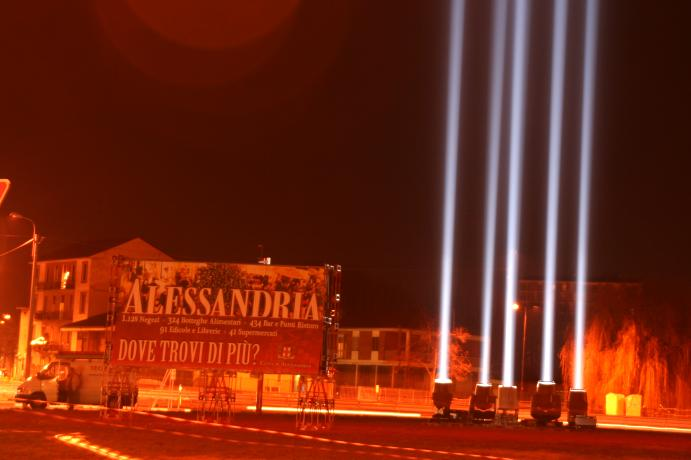
Particolare dei fari che producono fasci di luce diretti al cielo sulle rive del fiume Tanaro, Alessandria, dicembre 2007. Questa è usualmente considerata come la più grave forma di inquinamento luminoso.

Alla data attuale la prevenzione dell'inquinamento luminoso non è regolamentata da una legge nazionale: benché essa sia stata più volte sottoposta al parlamento, non è mai giunta alla discussione in aula. Le singole regioni e la provincia autonoma di Trento hanno tuttavia promulgato testi normativi in materia, mentre la norma Uni 10819 disciplina la materia laddove non esista alcuna specifica più restrittiva. A seconda del regolamento tecnico richiamato i testi normativi possono essere classificati in:
1. Disposizioni basate sulla norma Uni 10819: Valle d'Aosta, Basilicata, Piemonte. Nessuna disposizione di questo tipo è posteriore all'anno 2000.
2. Disposizioni basate su specifiche più severe della norma Uni 10819: Toscana, Lazio, Campania, promulgate o modificate nelle forma definitiva tra il 1997 (Veneto, ora aggiornata come al punto seguente) ed il 2005.
3. Disposizioni basate sul criterio "zero luce verso l'alto": fanno riferimento ai contenuti della Legge Regionale Lombardia 17/2000 e successive modifiche. Sono basate sul criterio per cui salvo poche e ben determinate eccezioni nessun corpo illuminante possa inviare luce al di sopra dell'orizzonte. Sono state promulgate da Lombardia, Emilia-Romagna, Friuli-Venezia Giulia, Umbria, Marche, Abruzzo, Puglia, Sardegna, Liguria, Veneto e dalla provincia autonoma di Trento. Tutte le disposizioni successive al 2005 si basano su tali fondamenti. La regione Veneto, la prima a essersi dotata di una legge per combattere l'inquinamento luminoso, ha adeguato la normativa nell'estate 2009 rendendola molto più efficace.
4. Per ragioni di conservazione e di garanzia di rispetto della legge che tutela tutte le specie di chirotteri, è opportuno che l'illuminazione decorativa di costruzioni che presentano particolare potenzialità per le colonie ,come edifici monumentali o ponti , sia subordinata a un accertamento della loro frequentazione o meno da parte di pipistrelli[13].